# Manuel Rojas (piłkarz)
Manuel Antonio “Manny” Rojas Zúñiga (ur. 13 czerwca 1954 w Santiago) – piłkarz chilijski grający podczas kariery na pozycji pomocnika.

## Kariera klubowa
Karierę piłkarską Manuel Rojas rozpoczął w klubie CD Palestino w 1971. W 1975 przeszedł do meksykańskiego Club América. Z Club América zdobył mistrzostwo Meksyku w 1976. W 1977 powrócił do Palestino. Z Palestino zdobył mistrzostwo Chile w 1978. Na początku lat 80. był zawodnikiem Universidad Católica.
W 1983 wyjechał do USA, gdzie został zawodnikiem w Tampa Bay Rowdies. W Tampa Bay występował zarówno w lidze NASL, jak również w lidze futsalu MISL.
Potem występował Golden Bay Earthquakes, Chicago Sting, ponownie Tampa Bay Rowdies i futsalowym Chicago Power, w którym zakończył karierę w 1991.

## Kariera reprezentacyjna
W reprezentacji Chile Rojas zadebiutował 26 stycznia 1977 w wygranym 4-0 towarzyskim spotkaniu z Paragwajem. W 1979 wziął udział w Copa América, w którym Chile zajęło drugie miejsce, ustępując jedynie Paragwajowi. W tym turnieju Rojas wystąpił w siedmiu meczach: w grupie z Wenezuelą i Kolumbią, w półfinale z Peru oraz w finale z Paragwajem.
W 1982 roku został powołany przez selekcjonera Luisa Santibáñeza do kadry na Mistrzostwa Świata w Hiszpanii. Na Mundialu Neira wystąpił w meczu z Austrią, który był jego ostatnim meczem w reprezentacji.
Od 1979 do 1982 roku rozegrał w kadrze narodowej 29 spotkaniach, w których zdobył 2 bramki.